# Astroclon suensoni
Astroclon suensoni är en ormstjärneart som beskrevs av Ole Theodor Jensen Mortensen 1911. Astroclon suensoni ingår i släktet Astroclon och familjen medusahuvuden. Inga underarter finns listade i Catalogue of Life.